# Arrondissement de Kesklinn
L'arrondissement de Kesklinn (signifiant en français : centre-ville) est l'un des huit arrondissements de Tallin en Estonie.

## Géographie
Kesklinn est situé le long de la baie de Tallinn et bordée au Nord-Ouest par l'arrondissement de Tallinn-Nord, à l'Ouest par Kristiine, au Sud-Ouest par Nõmme, à l'Est par Lasnamäe et Pirita, et au Sud par la commune de Rae de l'autre côté du lac Ülemiste.
L'île d'Aegna, fait aussi partie de l'arrondissement de Kesklin.
Kesklinn a une superficie de 30,6 km2 et compte 57731 habitants au 1er janvier 2014.

## Quartiers
Kesklinn est composé de 21 quartiers: Aegna, Juhkentali, Kadriorg, Kassisaba, Keldrimäe, Kitseküla, Kompassi, Luite, Maakri, Mõigu, Raua, Sadama, Sibulaküla, Südalinn, Tatari, Tõnismäe, Torupilli, Ülemistejärve, Uus Maailm, Vanalinn et Veerenni.

## Paysage urbain
Le quartier comprend la vieille ville historique, le port de passagers de Tallinn et un ensemble de hauts bâtiments construit dans les rues Liivalaia tänav, Tartu mnt et Maakri tänav.
Kesklinn abrite la plupart des institutions publiques et culturelles : le bâtiment du Parlement (Riigikogu), le siège du gouvernement (Maison Stenbock), le château de Toompea, le bâtiment de l'opéra national d'Estonie et du théâtre russe de Tallinn construits en 1913, la bibliothèque nationale d'Estonie, le stade central de Kalev (Kalevi Keskstadion), ainsi qu'un grand nombre de musées, théâtres et institutions gouvernementales.
Les prix immobiliers y sont les plus élevés du pays.
Alors que la population de la ville et du pays ont chuté, la population de Kesklinn a augmenté.
Cette partie de la ville abrite 42 parcs, dont le parc de Kadriorg, le Toompark, le parc aux cerfs, le parc Tammsaare, le parc du chevreuil, le parc du dôme ou le parc Falgi.
L'un des leviers économiques est le tourisme venant d'Helsinki en Finlande qui est connecté à Tallinn par voie maritime.

## Transports
Kesklinn est traversé par de nombreuses rues dont Amandus Adamsoni tänav, Ants Laikmaa tänav, August Weizenbergi tänav, Endla tänav, Estonia puiestee, Gonsiori tänav, Järvevana tee, Kaarli puiestee, Koidu tänav, Komandandi tee, Lai tänav, Liivalaia tänav, Lydia Koidula tänav, Maakri tänav, Mere puiestee, Müürivahe tänav, Narva maantee, Nunne tänav, Paldiski maantee, Pärnu maantee, Pikk tänav, Pirita tee, Sakala tänav, Tartu maantee, Tehnika tänav, Toompuiestee, Vene tänav, Vineeri tänav et Wismari tänav.
Kesklinn est desservi par la ligne 1 et la ligne 3 du tramway de Tallinn.

## Population

### Évolution démographique
Au 1er novembre 2014, Kesklinn compte  57 731 habitants.
Depuis 2004, l'évolution démographique est la suivante:
| 2004   | 2005   | 2006   | 2007   | 2008   | 2009   | 2010   |
| ------ | ------ | ------ | ------ | ------ | ------ | ------ |
| 44 205 | 45 652 | 46 180 | 46 041 | 47 671 | 48 158 | 48 646 |

| 2011   | 2012   | 2013   | 2014   | 2015   | 2016   | 2017   |
| ------ | ------ | ------ | ------ | ------ | ------ | ------ |
| 50 182 | 51 308 | 52 820 | 55 750 | 57 908 | 59 886 | 61 646 |

| 2020   | 2021   | 2023   | - | - | - | - |
| ------ | ------ | ------ | - | - | - | - |
| 62 703 | 64 091 | 69 452 | - | - | - | - |

### Composition ethnique
Population de Kesklinn par groupe ethnique,: 
| Groupe ethnique | 2008   | 2020   |
| --------------- | ------ | ------ |
| Estoniens       | 71,1 % | 69,8 % |
| Russes          | 22,4 % | 18,5 % |
| Ukrainiens      | 1,9 %  | 2,2 %  |
| Finnois         | 0,8 %  | 1,6 %  |
| Biélorusses     | 0,9 %  | 0,7 %  |
| Juifs           | 0,7 %  | 0,5 %  |
| Lettons         | ..     | 0,3 %  |
| Tatars          | 0,2 %  | 0,1 %  |
| autres          | 2,0 %  | 6,3 %  |

## Galerie

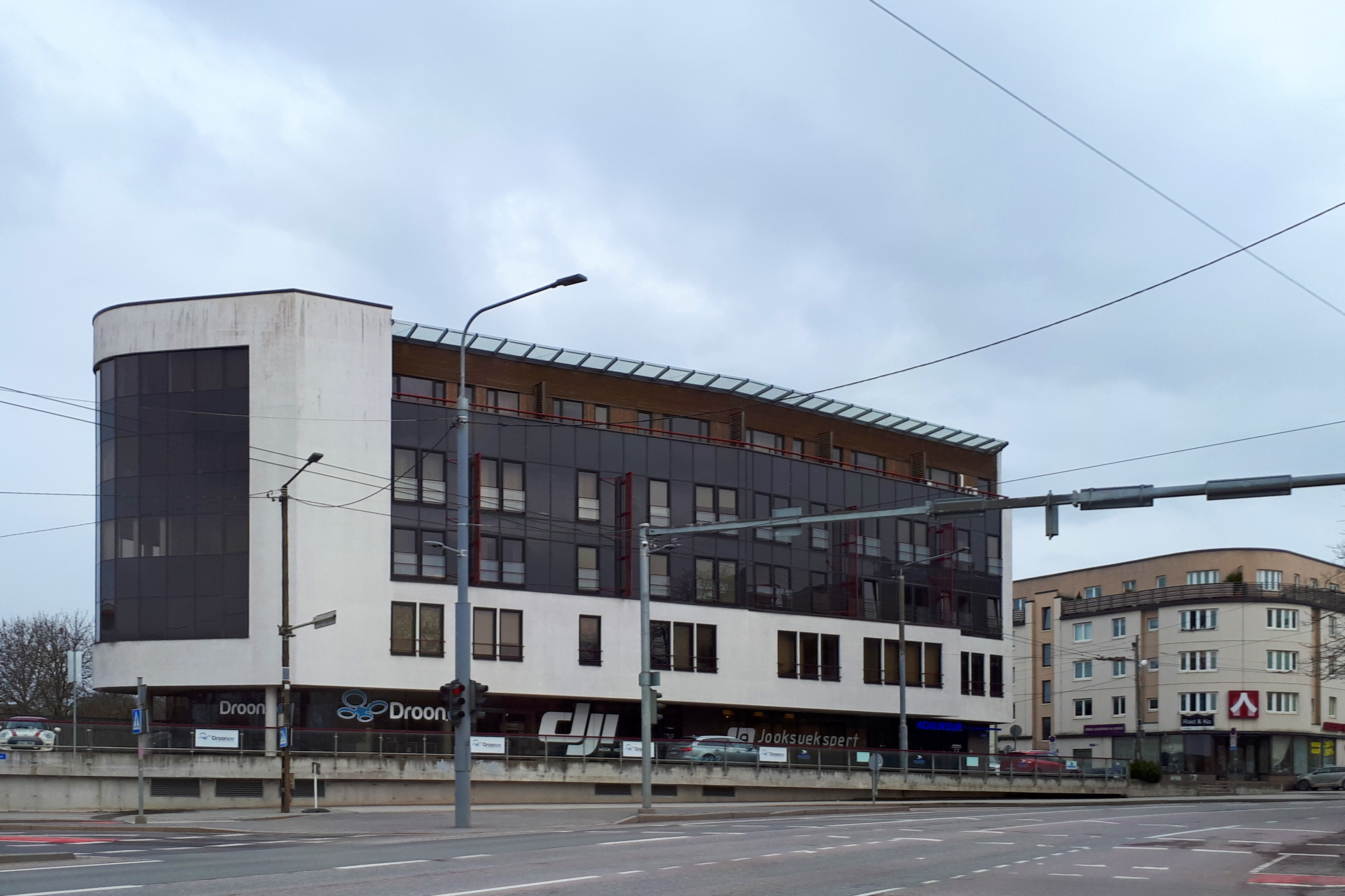
La rue Luise.
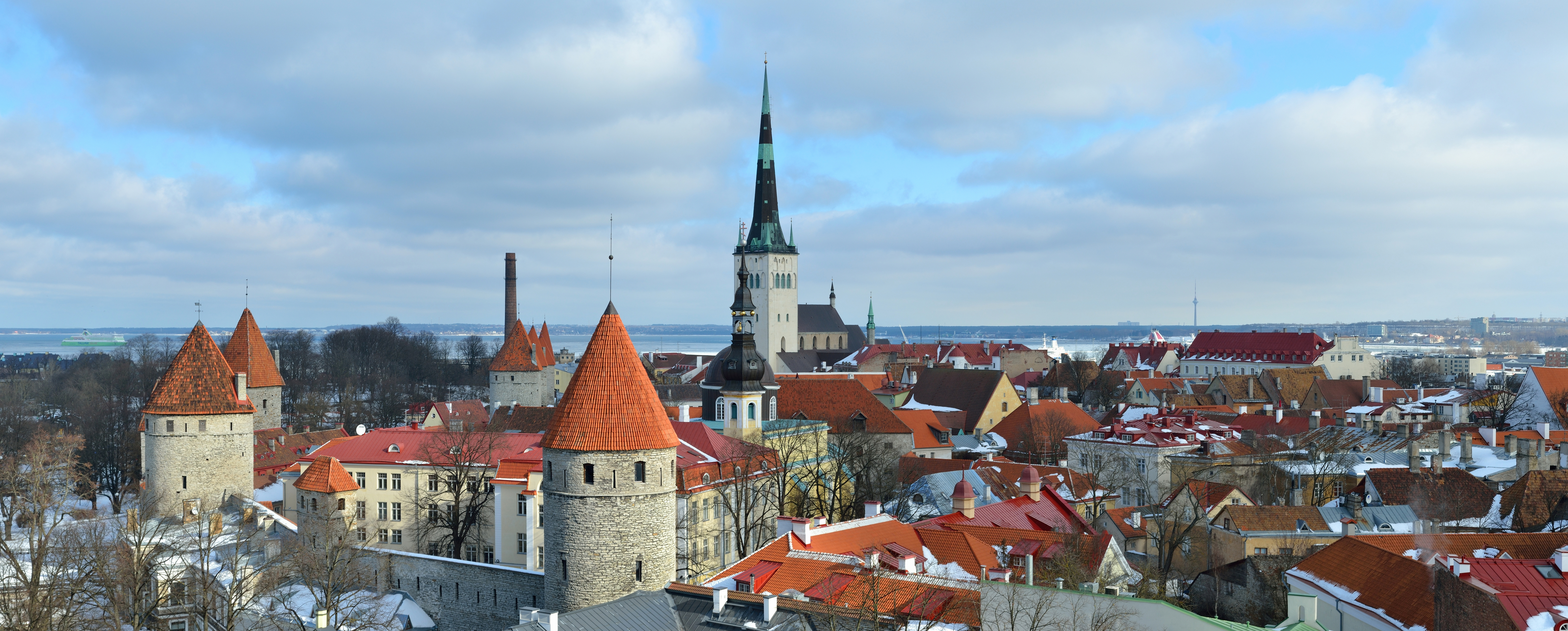
La vieille ville.
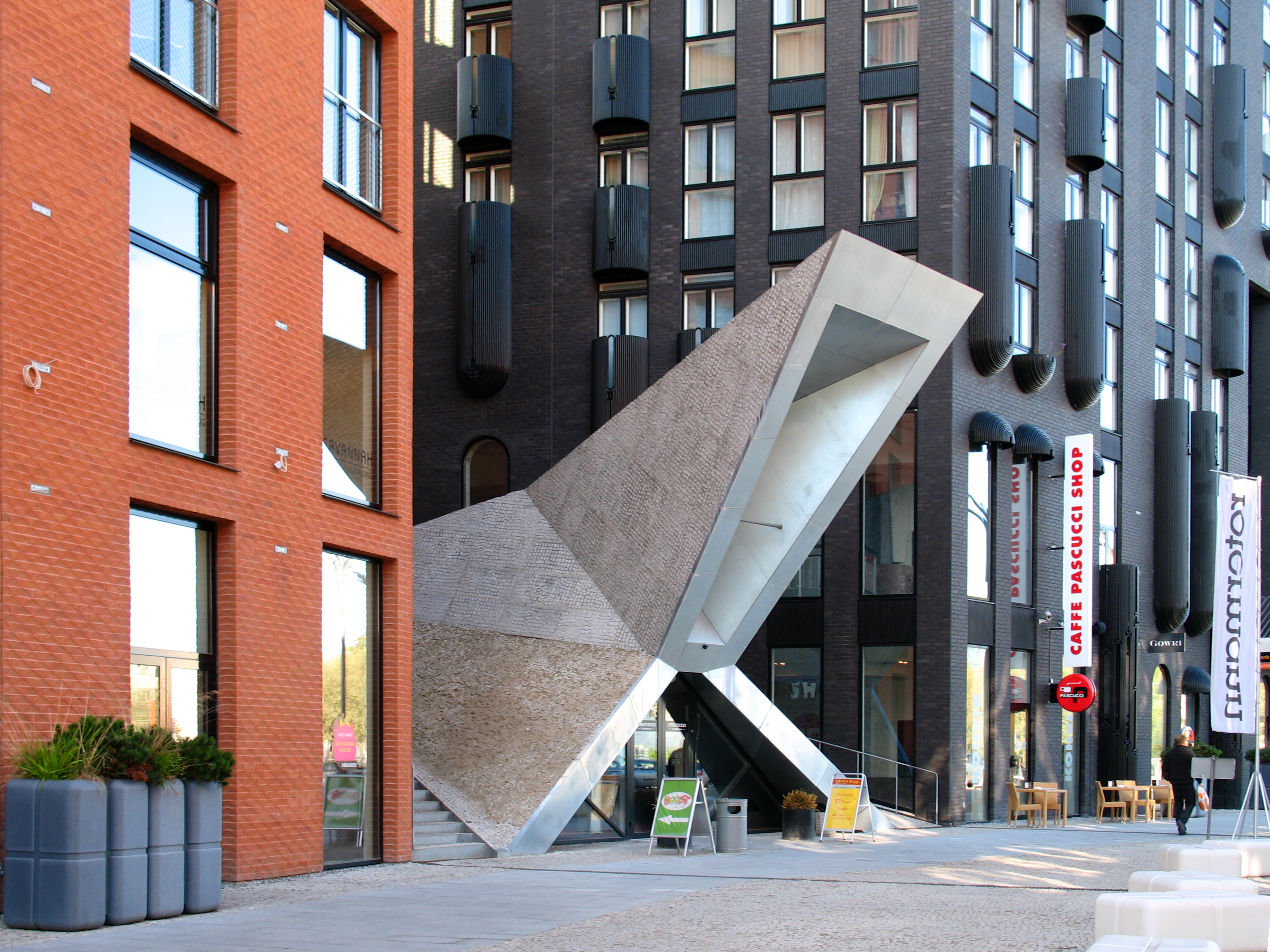
Rue Rotermanni.

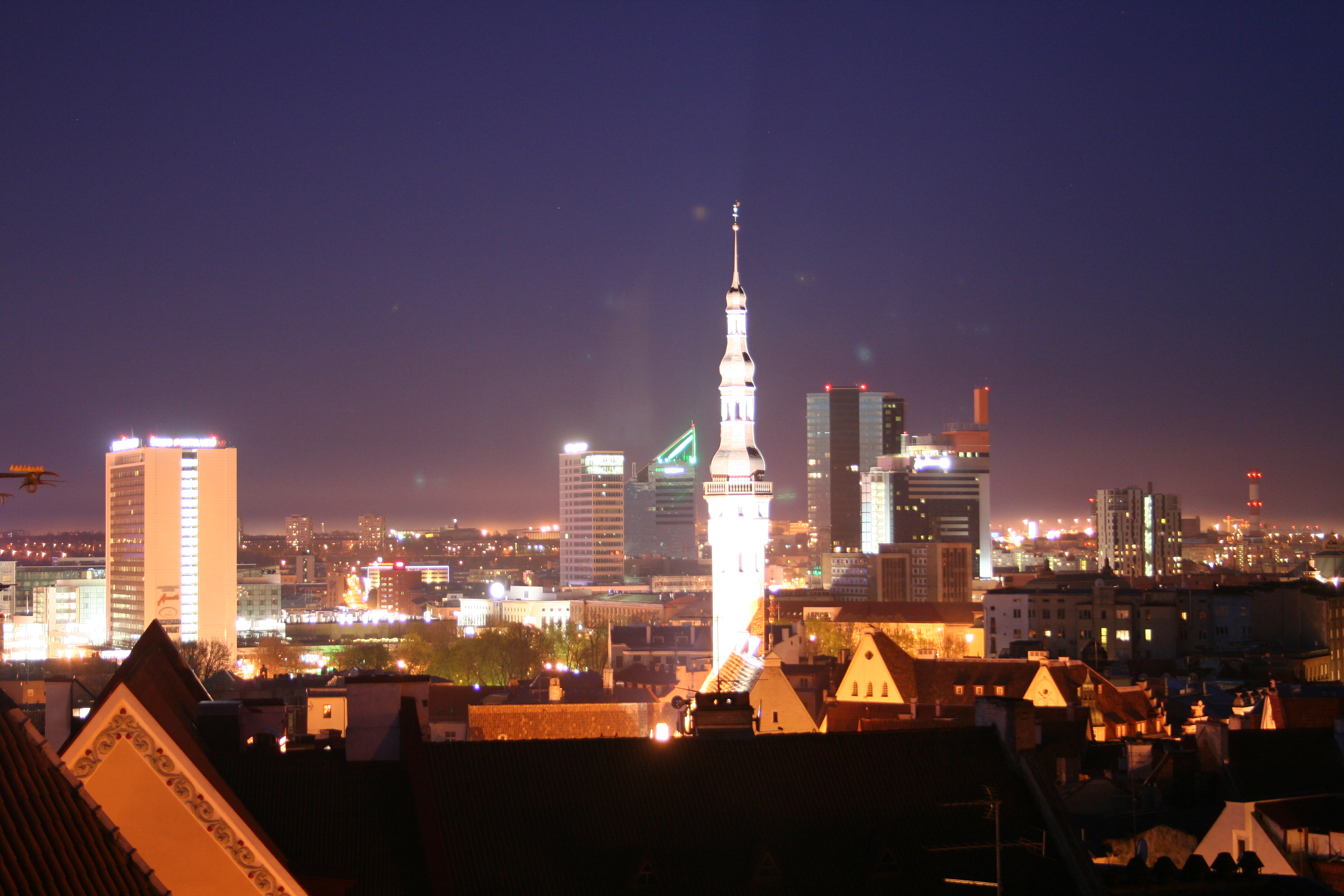
Panorama de Tallinn.
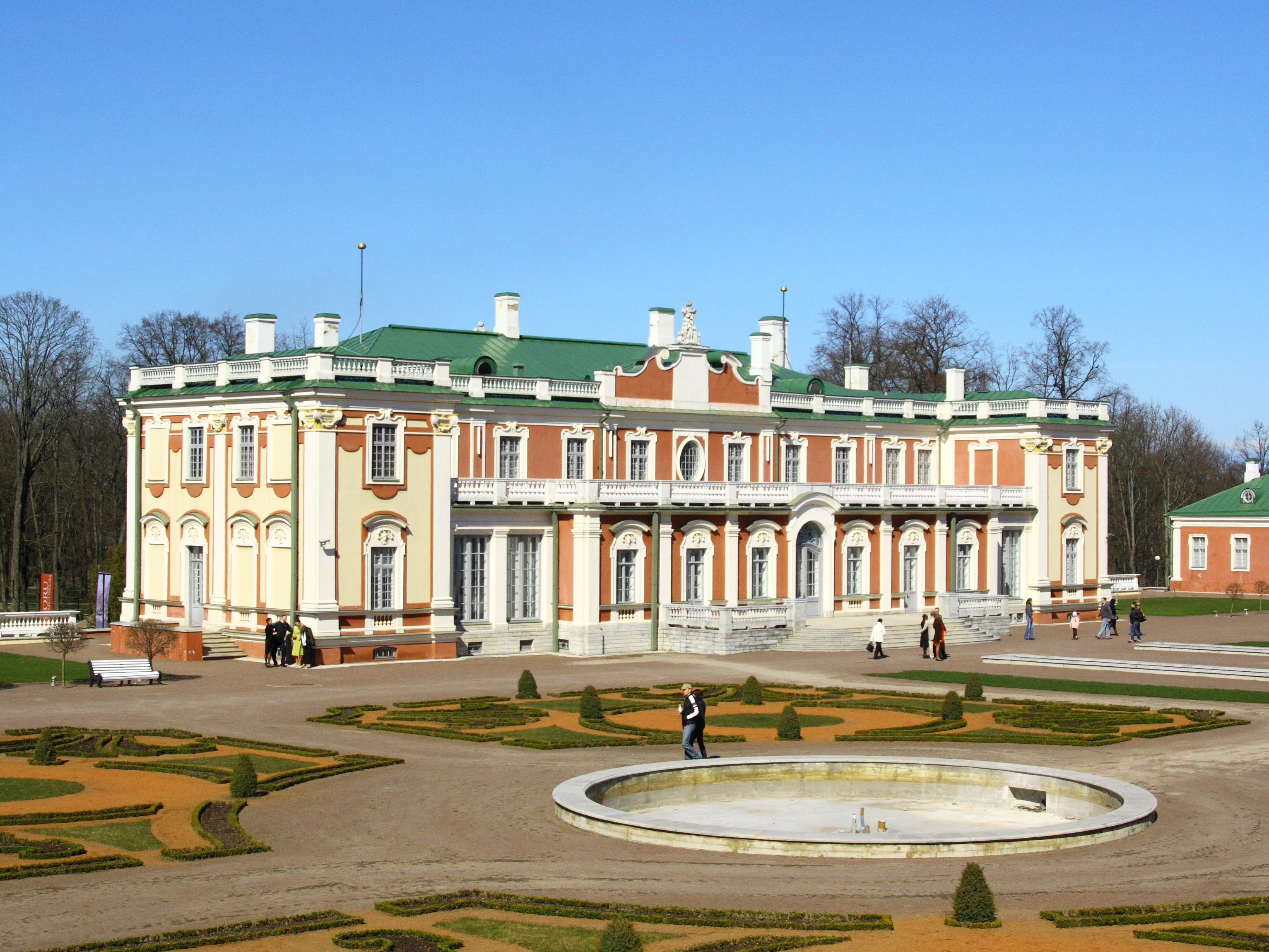
Le château de Kadriorg.
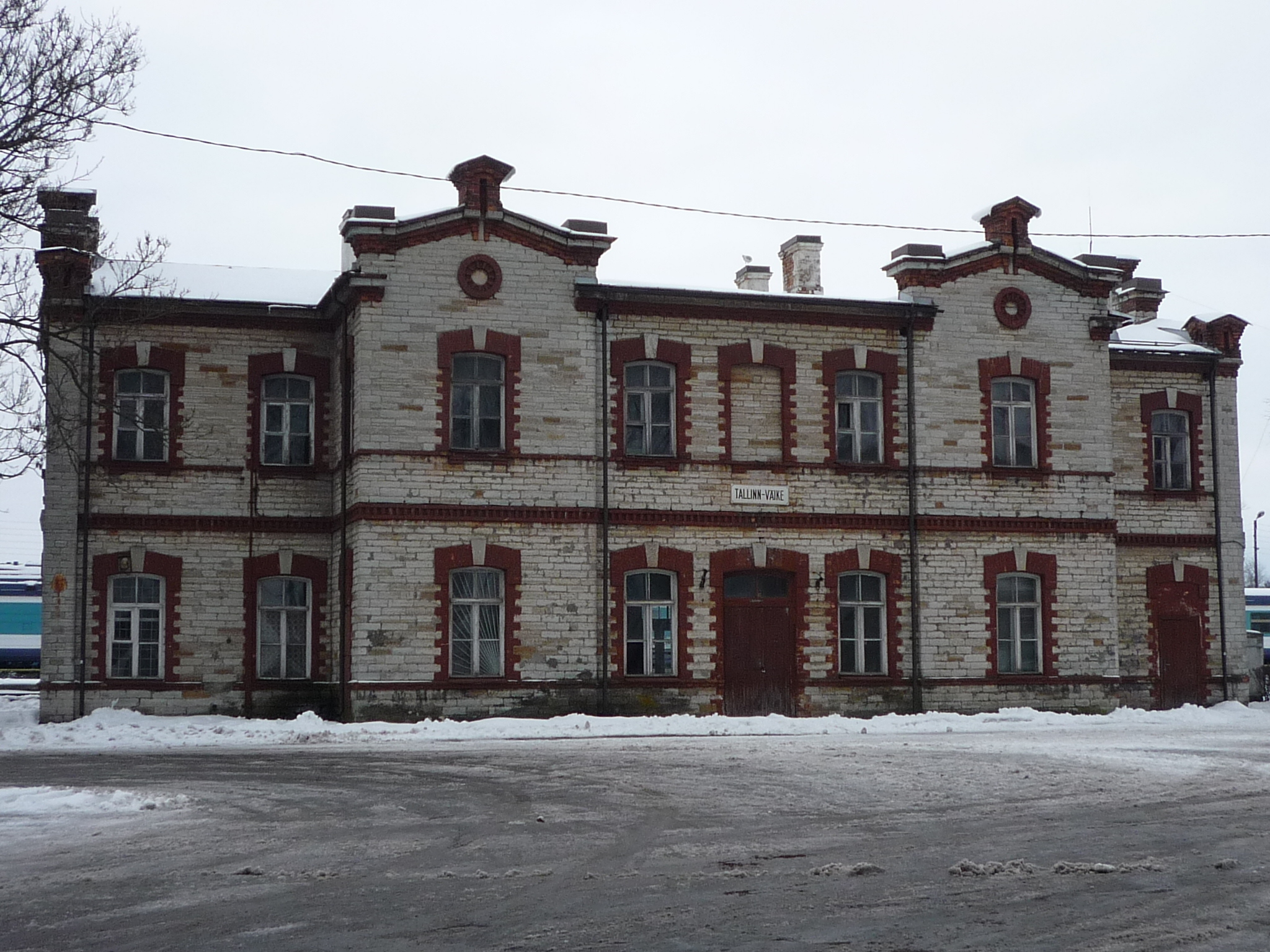
Gare de Tallinn-Väikse